# Pingismeer
Het Pingismeer, Zweeds – Fins: Pingisjärvi, Samisch : Pingisjávri, is een meer in Zweden. Het relatief kleine meer ligt in de  gemeente Kiruna in een uitgestrekt moerassig gebied, dat door de postglaciale opheffing langzaam droog komt te liggen en ligt in de schaduw van de Pingisheuvelrug. Het gebied rondom het meer is van belang voor voedsel voor de vogels. 